# 6259 Maillol
6259 Maillol è un asteroide della fascia principale. Scoperto nel 1973, presenta un'orbita caratterizzata da un semiasse maggiore pari a 2,2770108 UA e da un'eccentricità di 0,1375851, inclinata di 6,70565° rispetto all'eclittica.